# Szczyglice
Szczyglice (deutsch: Sieglitz; 1937–45 Bismarckhöhe) ist ein Ort in der  Landgemeinde Głogów (Glogau) im Powiat Głogowski der Woiwodschaft Niederschlesien in Polen.

## Geographie
Der Ort liegt an der südöstlichen Stadtgrenze von Głogów (Glogau). Umliegende Ortschaften sind die zu Głogów gehörenden Stadtteile Osiedle Piastów Śląskich im Norden und Krzepów im Nordosten, Bytnik (Beuthnig) und Przedmoście (Priedemost) im Osten, Grębocice (Gramschütz) im Südosten, Turów (Tauer) im Süden, Jaczów (Jätschau) im Westen sowie Ruszowice (Rauschwitz) im Nordwesten.
Östlich von Szczyglice verlaufen die Droga wojewódzka 292 von Głogów (Glogau) nach Ścinawa (Steinau an der Oder) sowie die Bahnstrecke Wrocław–Szczecin.

## Geschichte

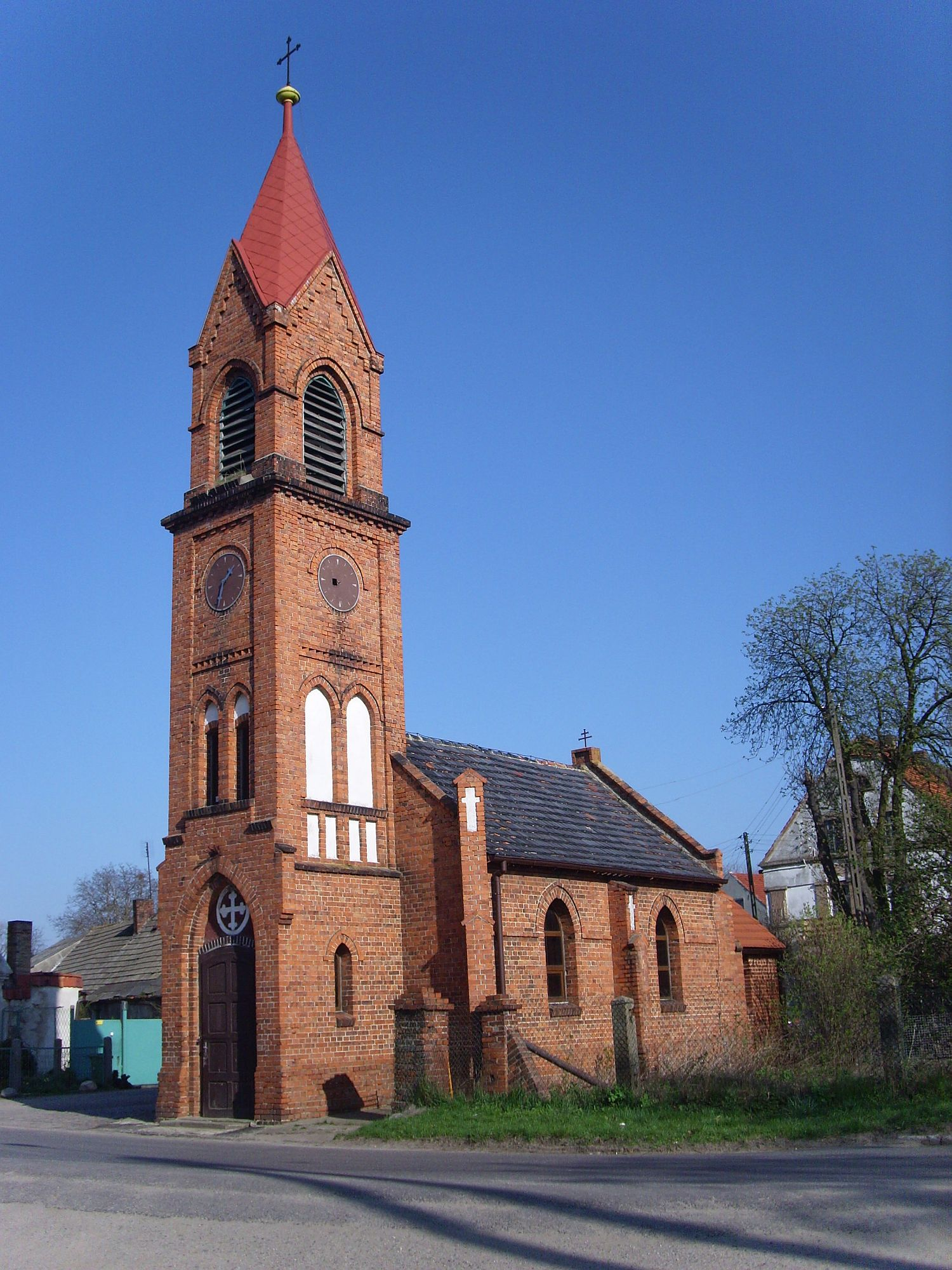
Dorfkirche in Szczyglice

Szczyglice wurde erstmals im Jahr 1345 urkundlich erwähnt.  Im Jahr 1810 gehörte das Dorf zum Kollegiatstift Glogau. Während der Befreiungskriege wurden die Wiesen um Szczyglice als Weideflächen zur Versorgung der dort stationierten französischen Soldaten mit Rindfleisch genutzt.
Nach dem Ersten Schlesischen Krieg kam das Dorf im Jahr 1742 an das Königreich Preußen. Dort lag der Ort von 1816 bis 1945 im Landkreis Glogau im Regierungsbezirk Liegnitz.
Die Dorfkirche von Szczyglice wurde zum Anfang des 19. Jahrhunderts als Kapelle im gotischen Stil errichtet. Im Jahr 1920 kam der Kirchturm hinzu.
Der deutsche Name des Ortes ist Sieglitz. Dieser Ortsname wurde 1937 im Zuge der Germanisierung zur Zeit des Nationalsozialismus in Bismarckhöhe geändert. Nach der Grenzziehung in der Zeit nach dem Zweiten Weltkrieg kam der Ort als Szczyglice an die Republik Polen. Zwischen 1975 und 1998 gehörte der Ort zur Woiwodschaft Legnica, nach deren Auflösung in Folge einer Gebietsreform kam der Ort zur Woiwodschaft Niederschlesien. Im Jahr 1999 wurde Szczyglice ein Teil der Landgemeinde Głogów im Powiat Głogowski. Bürgermeister von Szczyglice ist Małgorzata Sadowska, im Gemeinderat der Gmina Głogów wird der Ort von Renata Demeszuk vertreten.

## Nachweise
1. ↑  GUS 2011: Ludność w miejscowościach statystycznych według ekonomicznych grup wieku (polnisch), 31. März 2011, abgerufen am 6. Juli 2017
2. ↑  Szczyglice. In: ugglogow.com.pl. Abgerufen am 29. April 2017.
3. 1 2  Witamy W Szczyglicach – O miejscowości Szczyglice. In: szczyglice.gminaglogow.pl. Ehemals im Original (nicht mehr online verfügbar); abgerufen am 29. April 2017. (Seite nicht mehr abrufbar. Suche in Webarchiven)  Info: Der Link wurde automatisch als defekt markiert. Bitte prüfe den Link gemäß Anleitung und entferne dann diesen Hinweis.
4. ↑  Szczyglice in der Datenbank des Vereins für Computergenealogie. Abgerufen am 29. April 2017.